# Parque provincial Cañadón de Profundidad
El parque provincial Cañadón de Profundidad es un área natural protegida de la provincia de Misiones en Argentina.
Está ubicado en el departamento Candelaria, en cercanías de la ciudad de Posadas, la capital provincial y a pocos kilómetros al este de la pequeña localidad de Profundidad. El parque contiene un relicto de selva misionera que alterna con una estructura de selva en galería. Está atravesado por el Cañadón que contiene el cauce del arroyo Profundidad y forma un salto o cascada de unos 12 metros de altura. Se encuentra aproximadamente en torno a la posición 27°33′35″S 55°42′17″O / -27.55972, -55.70472.
El parque fue creado el 3 de octubre de 1991 por medio de la sanción de la ley provincial n.º 2876 sobre una extensión de 19 ha 43 a 18 ca pertenecientes al estado provincial.

Declárase Parque Provincial el inmueble propiedad del Estado Provincial ubicado en la Colonia y Municipio Profundidad, Departamento Candelaria, determinado como Fracción “E”, del Lote 10, con una superficie de 19 hectáreas, 43 áreas, 18 centiáreas: el que se denominará "Parque Provincial Cañadón de Profundidad".

Fue creado con el objetivo preservar un área que conserva sus características naturales y destinarla a actividades educativas y de esparcimiento y recreación.
El parque forma parte de un recorrido turístico diseñado con fines de observación de flora y recreación, en el marco de la puesta en valor de las especies nativas, en este caso el urunday.

## Flora y fauna
Desde el punto de vista fitogeográfico, el parque pertenece a la selva paranaense y pese a su pequeño tamaño alberga una gran variedad de especies en un ambiente que incluye un sector de pastizales con agrupaciones características de monte, especialmente de urunday (Astronium balansae).

En el parque también se pueden encontrar ejemplares de aguaribay (Schinus molle) y curupay (Anadenanthera colubrina).
El área se destaca por su riqueza ornitológica. Se han avistado saracuras (Aramides saracura), tingazús (Piaya cayana), carpinteros blancos (Melanerpes candidus), carpinteritos cuello canela (Picumnus temminckii), bailarines azules (Chiroxiphia caudata), fruteros cabeza negra (Nemosia pileata) y batarás negros (Pyriglena leucoptera), entre otros.

Los pequeños pájaros cantores están ampliamente representados. Se han identificado ejemplares de las mosquetas corona oliva (Phyllomyias virescens), ceja amarilla (Capsiempis flaveola), corona parda (Leptopogon amaurocephalus), enana (Myiornis auricularis) y parda (Lathrotriccus euleri); los benteveos mediano (Myiozetetes similis), común (Pitangus sulphuratus) y rayado (Myiodynastes maculatus); los boyeros cacique (Cacicus haemorrhous) y ala amarilla (Cacicus chrysopterus) y las saíras de antifaz (Pipraeidea melanonota) y dorada (Hemithraupis guira) entre muchos otros.